# Vils (dopływ Dunaju)
Vils – rzeka w Niemczech, w Bawarii, będąca prawym dopływem Dunaju. Jej długości wynosi ok. 110 km (łącznie ze źródłowym dopływem Dużą Vils).
Powstaje z połączenia dwóch mniejszych rzek Dużej Vils (Grosse Vils) i Małej Vils (Kleine Vils). Wypływają z Górnej Bawarii w powiecie Erding. Łączą się k. Gerzen, w gminie Schalkham. Duża Vils ma ok. 41 km, a Mała Vils ok. 32 km długości.
Długość Vils liczona bez źródłowych dopływów liczy ok. 68 km. Łagodna dolina Vils płynie przez typowo rolnicze krajobrazy. Koło Frontenhausen Vils wpływa do parku natury „Vilstal bei Marklkofen” (Dolina Vils k. Marklkofen) przez sztuczne jezioro Vilstalsee. Kilka kilometrów dalej dzieli się na Nowy Vils-Kanał i Stary Vils-Kanał. W dalszym biegu rzeki oba się łączą. Największym dopływem Vils jest Kollbach. Zaś koło Vilshofen an der Donau Vils wpada do Dunaju.

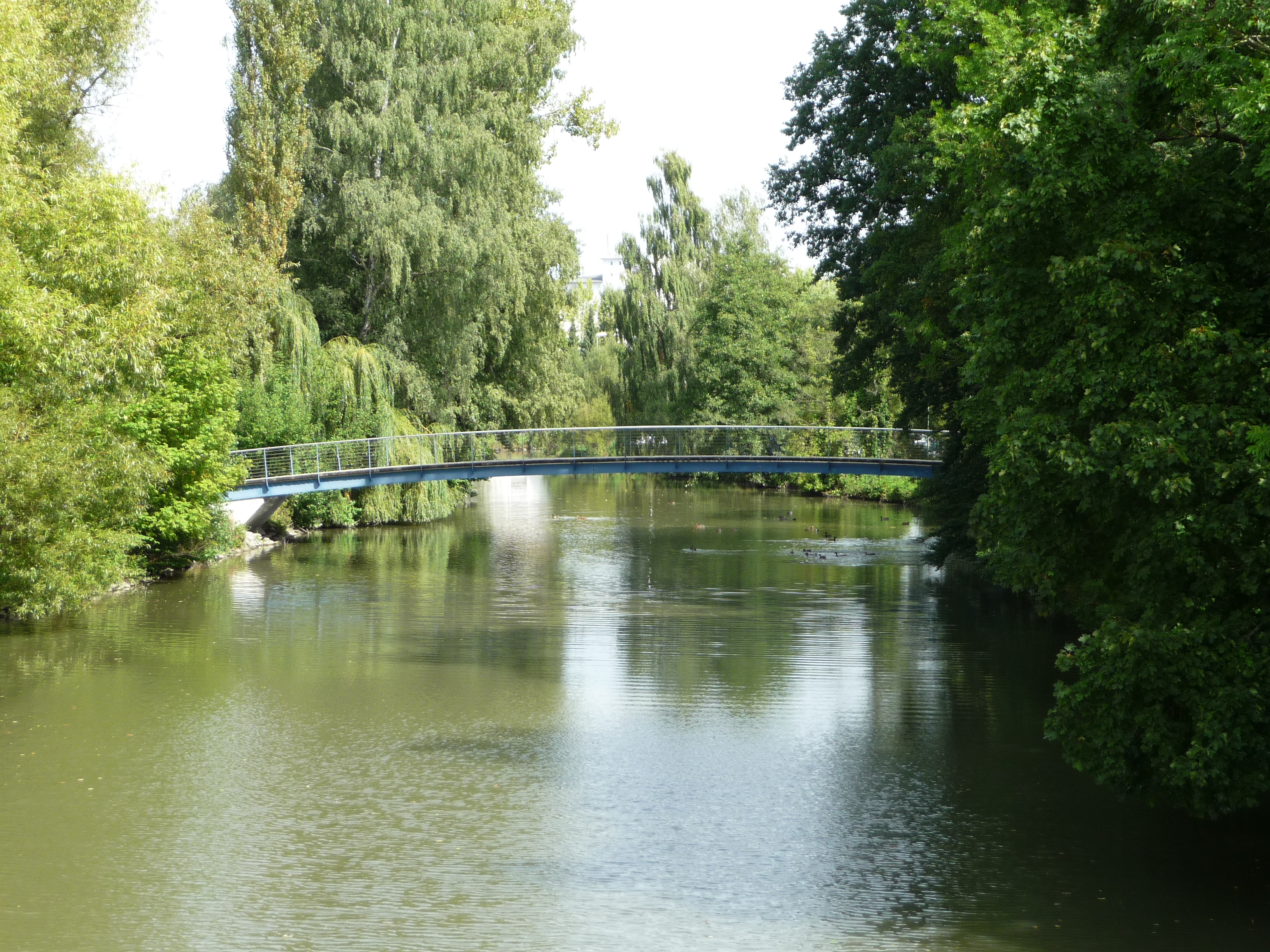
Duża Vils w Vilsbiburg (stan na wrzesień 2008)
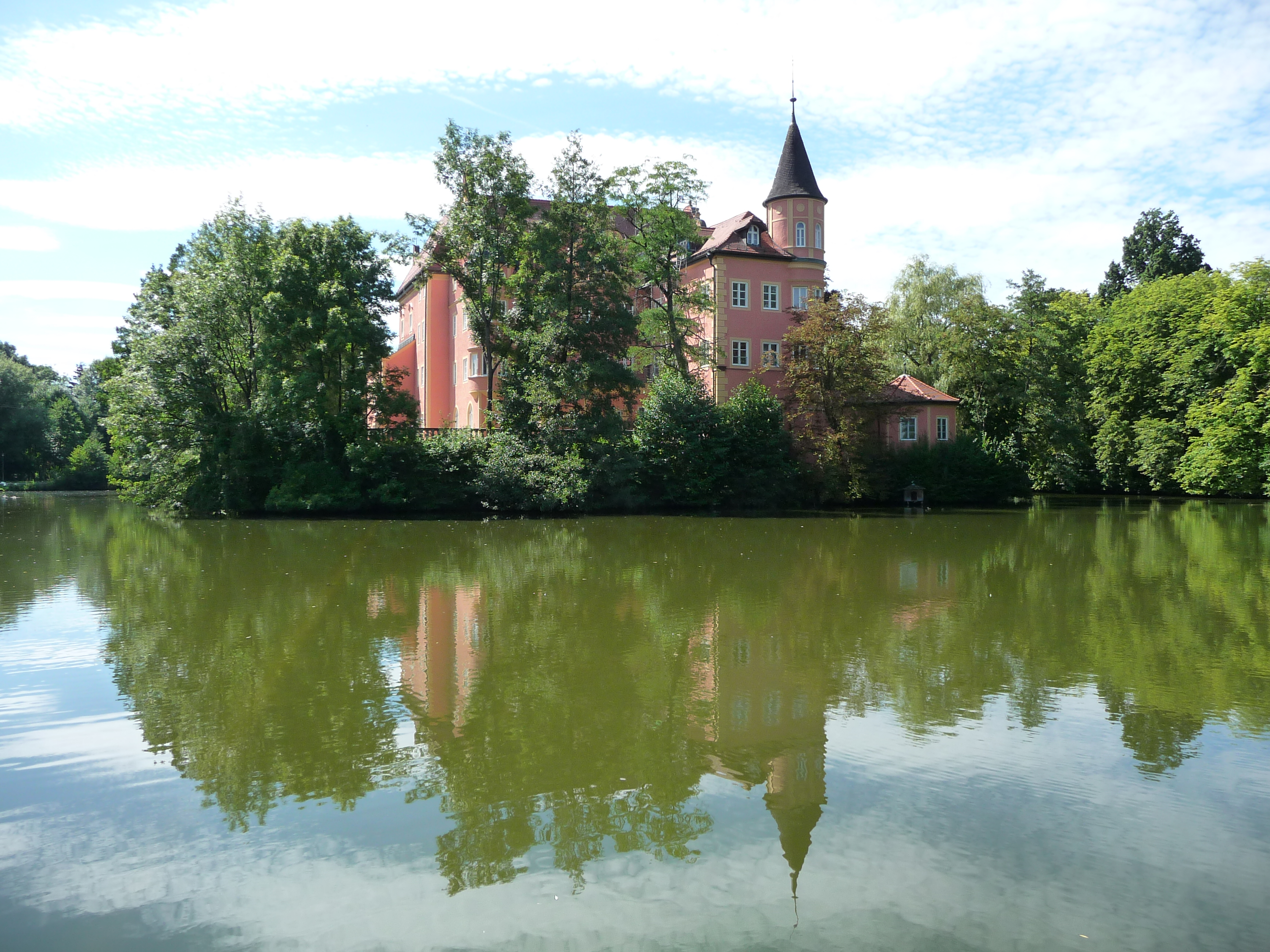
Duża Vils k. Zamku wodnego Taufkirchen (stan na 2008)
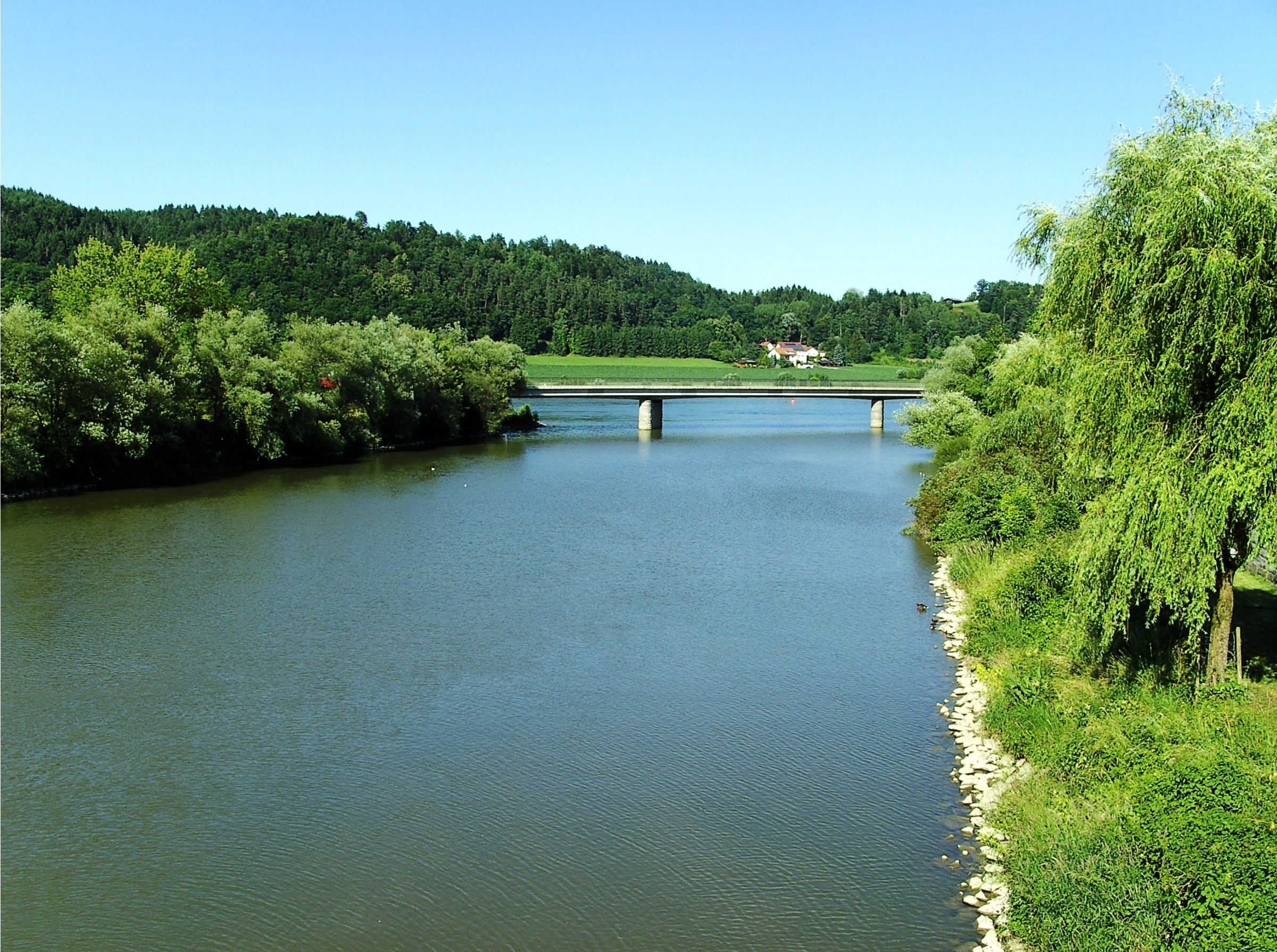
Vils w Vilshofen nad Dunajem (czerwiec 2008)
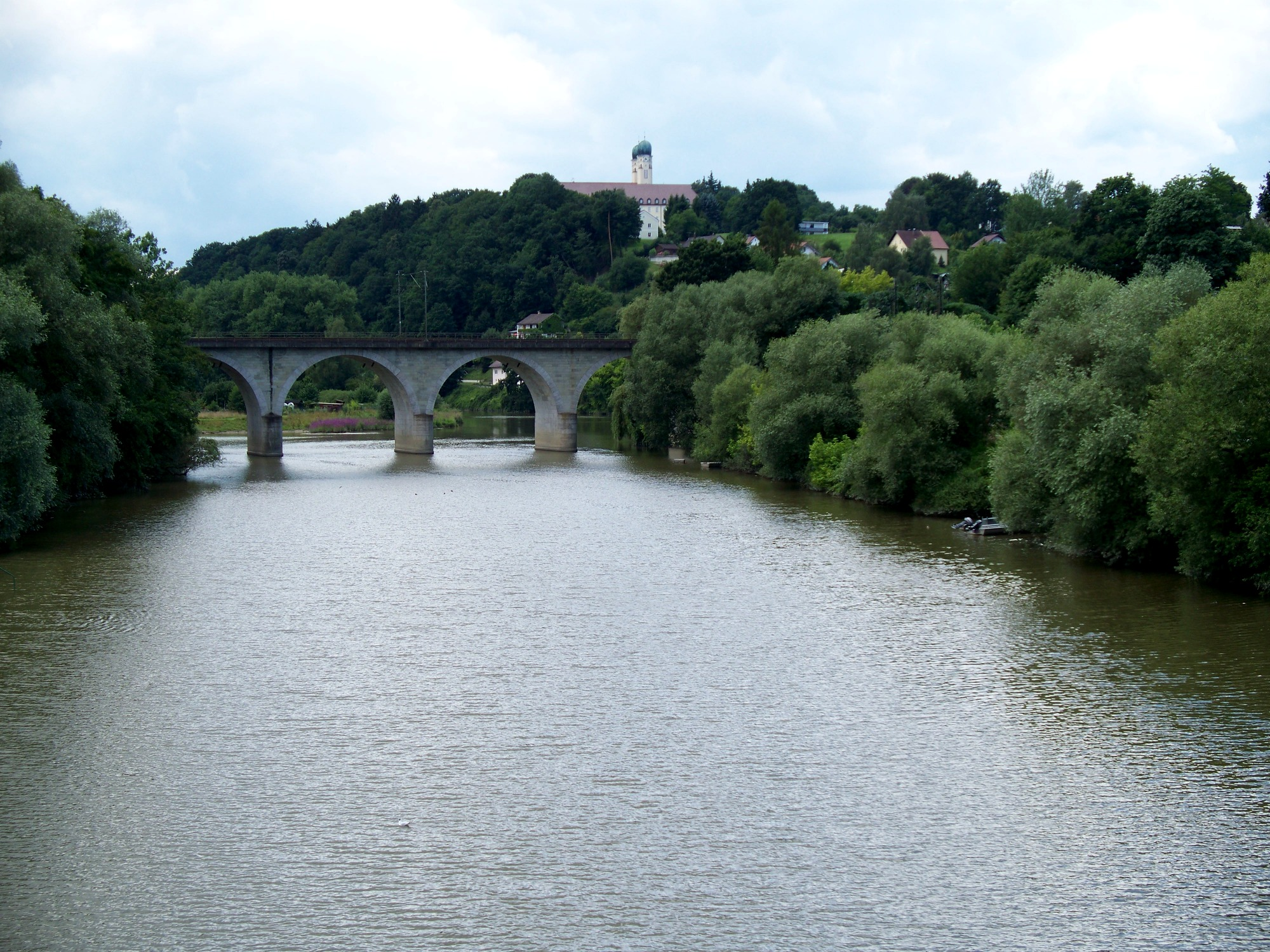
Most kolejowy na rzece Vils w Vilshofen (lipiec 2008)